# Gülen-Bewegung

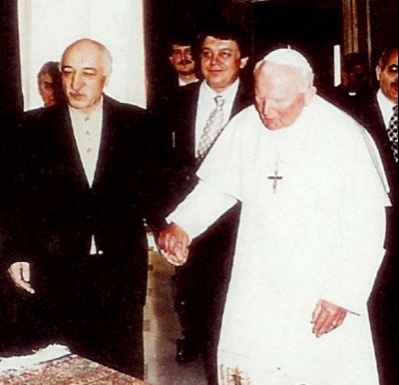
Gülen (links) mit Papst Johannes Paul II.

Die Hizmet-Bewegung, auch Gülen-Bewegung genannt, ist eine transnationale religiöse und soziale Bewegung, die vom islamischen Geistlichen Fethullah Gülen geführt wurde. Die Bewegung mit mehr als vier Millionen Mitgliedern hat ein weit verzweigtes Netzwerk von Erziehungseinrichtungen mit über 200 Schulen weltweit und investiert gleichzeitig in Medienarbeit, Finanzen und Krankenhäuser. Ihre Weltanschauung wird in der Öffentlichkeit teilweise als „pazifistischer, moderner Islam, oft gelobt als Gegensatz zum extremeren Salafismus“ bezeichnet. Andere sehen in ihr eine „sektenähnliche Organisation“ oder sprechen von „sektenähnlichen Praktiken“; Friedmann Eißler von der Evangelischen Zentralstelle für Weltanschauungsfragen, Experte für neue religiöse Bewegungen, spricht hierbei von einer inneren Hierarchie, die einen konservativen Islam lebe. In ihrem Machtstreben und ihrer Intransparenz lasse die Bewegung zumindest in der Türkei nach Ansicht des Journalisten Michael Martens "sektiererische Merkmale" erkennen.
Die Bewegung hat keinen offiziellen Namen, wird aber landläufig von ihren Anhängern als Hizmet (der Dienst) bezeichnet und nennt sich in der breiteren türkischen Öffentlichkeit Cemaat (türk. ‚die Gemeinde‘). Die türkische Regierung setzt sie in Teilen oder als Ganzes mit der angeblichen terroristischen Organisation FETÖ gleich. Sie beschuldigt die Bewegung, für den Putschversuch 2016 verantwortlich zu sein. Ein Dekret von Präsident Recep Tayyip Erdogan sorgte für die Entlassung und Verhaftung zahlreicher Beamten. Das EGMR entschied am Beispiel des türkischen Lehrers Yüksel Yalçınkaya, dass tausende Anhänger der Gülen-Bewegung zu Unrecht verurteilt worden sind.
In Deutschland tritt seit Anfang 2014 die „Stiftung Dialog und Bildung“ unter dem Vorsitz von Ercan Karakoyun als Sprechergremium der Bewegung auf, obwohl die Bewegung seit den 1990er Jahren in Deutschland aktiv ist. Die Stiftung ist als rechtsfähige Stiftung in Berlin eingetragen. Die offizielle Gründungsfeier fand am 6. Mai 2014 in Berlin statt. Die Stiftung ist jedoch nur durch die 75 Gründungsmitglieder legitimiert, das Stiftungskapital beträgt 160.000 Euro. Die Strukturen innerhalb der einzelnen Organisationen sollen laut ehemaligen Führungsmitgliedern der Bewegung von Imamen aus der Türkei gesteuert werden.

## Geschichte
Die Gülen-Bewegung steht in einer besonderen Tradition der religiösen Reformbewegung Nurculuk, die auf den islamischen Gelehrten Said Nursî zurückgeht. Sie erklärt, dass sie die Ehl-i-Süffe-Tradition wiederbelebt habe. Schon seit den 1980er-Jahren hatte die Gülen-Bewegung Nachhilfeschulen für die zentrale Hochschulaufnahmeprüfung (ÖSS) sowie Anhänger an den Hochschulen in der Türkei. Gegen Ende der 1960er Jahre war erstmals die Rede von einer neuen Bewegung, der Gülen-Bewegung. 1986 gründete sie die später mit Abstand auflagenstärkste Tageszeitung der Türkei, Zaman. Mit ihr verbunden war die Today’s Zaman, außerdem kommen die Cihan-Nachrichtenagentur, die Zeitschrift Aksiyon, die Fernsehsender Samanyolu und QLAR (inzwischen eingestellt, davor Ebru TV), welche dem Medienunternehmen World Media Group untersteht, sowie die Journalistenschule World Media Akademie. Die Nurculuk-Bewegung und die Gülen-Bewegung trennten sich, da sie unterschiedliche Ziele verfolgten.
2008 beurteilten die Wissenschaftlichen Dienste des Deutschen Bundestages sie so: „Noch 1987 säuberte die Militärführung die Militärakademie von Anhängern Gülens, dem sie in internen Berichten (zuletzt 1992) vorwarf, dass er unter dem Vorwand, sich für eine Ordnung einzusetzen, in der man islamisch leben könne, tatsächlich langfristig eine islamische Revolution und die Einführung des islamischen Rechts, Şeriat, vorbereite. Zu diesem Zweck erweitere er systematisch seinen Einfluss im Medien- und Bildungssystem, unterwandere Militär- und Polizeischulen und bilde Selbstmordkommandos aus.“
Die Gülen-Bewegung war mit Erdogans Partei AKP lange Zeit verbündet, aber seit 2012 liegt sie mit ihr im Zwist. Dabei änderte sich ihr Verhältnis schon ab 2010. Gülen kritisierte im Wall Street Journal eine Aktion des Erdogan-Lagers. Ein Ableger der Millî-Görüş-Bewegung hatte eine sogenannte Hilfsflotte für Gaza (Ship-to-Gaza-Zwischenfall) organisiert, deren Schiffe Israels Gaza-Blockade brechen sollten. Dabei wurden 9 Türken von israelischen Kommandos erschossen. Als Erdogan 2012 mehrere Gülenisten aus Spitzenfunktionen entließ, konterte Gülen mit einer höchst umstrittenen Videobotschaft: „Wenn sie eure Häuser schließen, öffnet Wohnheime. Wenn sie eure Wohnheime schließen, öffnet neue Häuser. Wenn sie eure Schulen schließen, gründet eine Universität. Wenn sie eure Universität schließen, gründet zehn neue Schulen. Ihr dürft nie aufhören zu marschieren.“
Neue internationale Aufmerksamkeit erfuhr die Bewegung im Korruptionsskandal in der Türkei 2013, in den Recep Tayyip Erdoğan und u. a. einer seiner beiden Söhne, Necmettin Bilal Erdoğan, verwickelt sein sollen. Erdoğan wies diese Vorwürfe entgegen existierenden Belegen von sich und beschuldigte die Gülen-Bewegung, eine Schmutzkampagne gegen ihn zu führen.
Am 25. Juni 2014 wies die Zentrale der Polizei ihre Dienststellen an, zu untersuchen, ob die Hizmet-Bewegung einen bewaffneten Arm unterhält. In der Türkei beschloss das Parlament, mit einer deutlichen Mehrheit von 226 zu 22 Stimmen, im Sommer 2015 etwa 4.000 Gülen-Schulen zu schließen.
Regionale Schwerpunkte der Arbeit der Gülen-Bewegung außerhalb der Türkei liegen u. a. in Pakistan, Bosnien-Herzegowina und in den postsowjetischen zentralasiatischen Staaten (Kasachstan, Kirgisistan, Tadschikistan, Turkmenistan und Usbekistan). Allein in diesen unterhielt die Gülen-Bewegung im Jahr 2008 89 Schulen; in Usbekistan ist sie verboten. Auch im Kosovo und in Albanien hat die Gülen-Bewegung zahlreiche Anhänger. So behauptete der Publizist und ehemalige Minister für Regionalregierungen, Ben Blushi von der Sozialistischen Partei Albaniens, 2014 in seinem Buch Hëna e Shqipërisë (Halbmond Albaniens), dass zehn Prozent der albanischen Polizei Anhänger der Hizmet-Bewegung (Gjylenxhi, gesprochen wie „Gülenci“, türkisch für Gülenisten) seien.
Am 16. Juli 2016 warf der türkische Präsident Recep Tayyip Erdoğan der bis 2011 mit ihm verbündeten Gülen-Bewegung vor, für den gescheiterten Putschversuch in der Türkei 2016 verantwortlich zu sein, was von Gülen bestritten wurde; er kritisierte den versuchten Staatsstreich. Am 28. Juli 2016 teilte Außenminister Mevlüt Çavuşoğlu dem Nachrichtensender CNN Türk mit, man verlange von Deutschland die Auslieferung der geflüchteten Richter und Staatsanwälte, die nach Ansicht der türkischen Regierung der Gülen-Bewegung angehören sollen. Am 15. Juli 2017 urteilte Maximilian Popp auf Spiegel Online, es gebe Indizien dafür, dass Gülen-Kader „die treibende Kraft hinter dem Putschversuch gegen Erdogan waren“. Der deutsche Politikwissenschaftler Armin Pfahl-Traughber dagegen nennt die Annahme, die Gülen-Bewegung habe hinter dem Putschversuch gestanden, als Beispiel für Verschwörungsideologien in der Gegenwart.

## Zusammenarbeit mit Erdoğan und der AKP-Regierung
Recep Tayyip Erdoğan und Fethullah Gülen hatten seit den 90er Jahren einen intensiven Kontakt, auch wenn beide Seiten das inzwischen öffentlich abstreiten. Gülen fungierte als Mentor für Erdoğan.
Erdoğans Einfluss wuchs schnell, er bekam für seinen Machtaufstieg viel Unterstützung von der Gülen-Bewegung. Auch Gülen-Anhänger in Deutschland sympathisierten mit der damaligen AKP-Regierung. Dies berichten ehemalige Aussteiger sowie Menschen aus der deutsch-türkischen Community, die keine AKP-Nähe besitzen.
Der damalige Oberstaatsanwalt İlhan Cihaner ermittelte nach Hinweisen auf illegale Geldgeschäfte 2007 zur Gülen-Bewegung in der Türkei und sagte: „Wer sich mit Gülen anlegt, wird vernichtet“. Ähnlich wie Cihaner erging es dem Istanbuler Journalisten Ahmet Sik. Kurz bevor sein Buch İmamın Ordusu (Armee des Imam) über die Gülen-Bewegung auf den Markt kommen sollte, wurde der Autor im März 2011 verhaftet. Durch den großen Einfluss in der Türkei, den die Gülen-Bewegung vor Jahren ausübte, wurden viele kritische Stimmen nicht gehört und sogar verhaftet. Dies verdankte die Bewegung der damaligen Zusammenarbeit mit Erdoğan und seiner AKP-Regierung.

## Wachsende Entfremdung zwischen der AKP-Regierung und der Gülen-Bewegung
Erste Spannungen zeigten sich spätestens 2012, während der Zeit erster Annäherungen zwischen der AKP-Regierung und der Arbeiterpartei Kurdistans (PKK). Hakan Fidan, Leiter des türkischen Inlandgeheimdienstes führte geheime Gespräche mit der PKK. Im Februar 2012 wurde er von einem Istanbuler Staatsanwalt des „Geheimnisverrates“ beschuldigt. Die AKP-Regierung sah darin eine politische Aktion, die von Gülen-Anhängern innerhalb der Justiz ausging. Die AKP reagierte mit einem Gesetzesentwurf im März desselben Jahre, der die Nachhilfe-Institute der Gülen-Bewegung verbieten sollte. Zum Demokratieverständnis und zur Haltung gegenüber Andersdenkenden werfen Gülen-Anhänger heute der türkischen Regierung nichtdemokratische Werte vor. Doch die Gülen-Bewegung selbst vertritt im inneren Kern der Bewegung eine extrem konservative, teilweise radikale Haltung gegenüber anderen Meinungen, besonders wenn es um Gülen selbst geht.
Im Interview mit der Zeitung Die Welt und der französischsprachige Schweizer Sonntagszeitung Le Matin Dimanche sagte Fethullah Gülen zur früheren Zusammenarbeit mit Erdoğan und zum Bruch mit ihm: „Die Hizmet-Bewegung hat nie eine enge Beziehung zu ihm gehabt. Erdogan schien unsere Vorstellungen von Demokratie zu teilen. Das ist alles. Er kämpfte für dieselben Dinge. Aber als er einmal an der Macht war, zeigte er ein völlig anderes Gesicht. Wir konnten das nicht unterstützen.“ Als Beleg für die politische Distanz zum türkischen Despoten bringt er zahlreiche Beispiele: Als erstes den – auch von Kemalisten gepflegten – türkischen Nationalismus: „Wir verteidigen das Recht der kurdischen Bürger, ihre Sprache zusammen mit der türkischen Sprache zu benutzen.“ Er kritisiert Erdogans Einflussnahme im Syrien-Krieg und in Libyen: „An seinen Händen klebt eine Menge Blut.“
Nach dem gescheiterten Putschversuch 2016 setzte die türkische Regierung die Regierungen Albaniens, Bulgariens, Nordmazedoniens, von Bosnien und Herzegowina und des Kosovo massiv unter Druck, die der Gülen-Bewegung nahestehenden Einrichtungen in ihren Ländern zu schließen, darunter die 2008 in Sarajevo gegründete International Burch University, und deren Anhänger auszuliefern.

## Charakter und Anhängerschaft
Die genaue Zahl der Anhängerschaft der Gülen-Bewegung ist nicht bekannt, da die Bewegung sich meist recht verschlossen gibt und keine offizielle Mitgliederstruktur veröffentlicht. Schätzungen zufolge hat sie bis zu acht Millionen Anhänger. Die Zahl ihrer Anhänger in Deutschland wird auf 150.000 geschätzt, in Österreich auf 15.000. Die Bewegung besteht in den meisten Ländern hauptsächlich aus Studenten, Lehrern, Unternehmern und Journalisten.
Einige Studien stellen die Bewegung als flexibles organisatorisches Netzwerk dar, das Schulen, Universitäten, Arbeitgeber- und Wohlfahrtsverbände, Immobilienfonds, studentische Einrichtungen, Radio- und Fernsehstationen und Zeitungen gegründet hat. Danach werden Schulen und Unternehmen dezentral organisiert und mehr auf informelle denn auf rechtliche Art miteinander verknüpft.
Der Bewegung wird inner- und außerhalb der Türkei vorgeworfen, eine systematische Unterwanderung der Polizei und Justiz anzustreben, um einen Staat im Staate errichten zu wollen. Laut Forbes-Magazin wolle die Gülen-Bewegung nicht moderne säkulare Staaten untergraben, sondern ermutige praktizierende Muslime, die Möglichkeiten zu nutzen, die diese Länder bieten.
Auf der anderen Seite werden der Bewegung missionarische Tätigkeiten vorgeworfen, um sich auf illegale Weise zu organisieren oder nach politischer Macht zu streben. Mitglieder der Bewegung entgegnen den Anschuldigungen nach einer hidden agenda: „Jeder, der uns eine geheime Agenda vorwirft, kann gern kommen und nachfragen. Wir haben nichts zu verbergen.“
Im Jahr 2024 gingen die türkischen Behörden noch weiter und führten groß angelegte Verhaftungen durch, darunter die sogenannte „7.-Mai-Verhaftungen in Istanbul“, bei der 15 minderjährige Mädchen ohne rechtlichen Beistand festgehalten wurden und anschließend im Rahmen von Terrorermittlungen vor Gericht gestellt wurden.

## Schulen
Der größte Schulträger der Gülen-Bewegung in Deutschland ist die „Initiative für Bildung und Erziehung (IBEB) gemeinnützige GmbH“ (früher TÜDESB) in Berlin, die insbesondere die Wilhelmstadt Schulen betreibt. Die Schulen nehmen ein Schulgeld von 250 bis 350 Euro im Monat, das reduziert werden kann, wenn sich die Eltern klar zur Gülen-Bewegung bekennen. Ihre wesentlichen Ziele beschreiben die Wilhelmstadt-Schulen wie folgt:
„Wir möchten Verständnis für unterschiedliche Kulturen, Bräuche und Werte wecken und bestehende Vorurteile abbauen. Dialoge anzuregen, Freundschaften zu fördern und Werte wie Respekt und Toleranz zu stärken, ist eine der wichtigsten Aufgaben von IBEB. Mit gezielter, interkultureller Bildungsarbeit schaffen wir das Fundament für eine gleichberechtigte gesellschaftliche Teilhabe aller Menschen.“
Auch in Deutschland berichten immer mehr Aussteiger aus der Szene über intransparente Strukturen. Nach außen wird kein Religionsunterricht angeboten, in den inneren Strukturen finden religiöse Praktiken innerhalb der Schule statt, diese werden vor der Öffentlichkeit geheim gehalten. Der Konstanzer Politikwissenschaftler Jan-Markus Vömel zählt das Netzwerk dagegen sehr wohl zum politischen Islam. Zumindest in der Türkei sei es um eine „jahrzehntelang erarbeitete Macht im Staat“ gegangen.
Alleine in den USA sollen über die Einnahmen aus von der Bewegung unterhaltenen Charter-Schools, die öffentlich gefördert werden, bis zu 500 Mio. Dollar netto jährlich aus Steuermitteln in die Kassen der Bewegung fließen., Ihre Schulen wurden in den USA wiederholt vom FBI und anderen Bundesbehörden überprüft; Grund war der Verdacht, dass die Lehrer Teile ihres Gehalts an die Hizmet-Bewegung zurückzahlen. Nach einer behördlichen Untersuchung wegen sexuellen Fehlverhaltens („sexual misconduct“) wurde eine Schule der Pelican Educational Foundation, die mit der Hizmet-Bewegung verbunden ist in New Orleans geschlossen.

## Bewertung in den USA
In den USA betreibt die Bewegung über 120 Schulen. Nach dem 11. September 2001 wuchs der Einfluss Gülens schnell. Der bekannte, auf Sicherheitspolitik spezialisierte Think Tank EastWest Institute verlieh ihm im Jahr 2011 den jährlichen Peace Building Award. Die Laudatio hielten die ehemaligen US-Außenminister James Baker und Madeleine Albright. Hochrangige Mitarbeiter der CIA bestätigten in einem Bericht für den US-Kongress, dass die Lehre Gülens eine Alternative zum islamischen Radikalismus und Terrorismus im Namen der Religion biete. Gülen fördere den interkulturellen Dialog und befürworte die parlamentarische Demokratie, säkulare Lebensformen sowie moderne Wirtschaft und Technologie. Die regierungsnahe US-amerikanische Zeitschrift Foreign Affairs warf die Frage auf, ob Gülen ein muslimischer Martin Luther sei, und bescheinigte ihm, auf die Reformation des Islam hinzuarbeiten.

## Bewertung in Deutschland
Der CDU-Fraktionsvorsitzende im baden-württembergischen Landtag, Peter Hauk, verlangte im Februar 2014 Einsicht in interne Berichte des Landesverfassungsschutzes, in denen der Gülen-Bewegung vorgeworfen wurde, teilweise im Widerspruch zur freiheitlich-demokratischen Grundordnung zu stehen. Auch der rheinland-pfälzische Innenminister Roger Lewentz forderte in einem Brief an den Bundesinnenminister die intensive, landesweite Prüfung der Gülen-Bewegung durch den Verfassungsschutz und die Befassung der Innenministerkonferenz mit dem Thema. „Die Bundestagsabgeordnete der Linken, Ulla Jelpke, wirft der Bundesregierung vor, „schützend die Hand“ über die Gülen-Bewegung zu halten – selbst über die Mitglieder, die in der Türkei mutmaßlich an Verbrechen beteiligt waren. Das Mitglied des Innenausschusses des Bundestages hat wiederholt kritische Anfragen zum Umgang mit der Bewegung gestellt. Auslieferungen an die Türkei lehnt Jelpke aber ab, da die Beschuldigten dort kein rechtsstaatliches Verfahren erwarte. „Aber man könnte ihnen hier den Prozess machen.“
Die Turkologin Ursula Spuler-Stegemann sagte 2014:

„Die Anhänger von Gülen betreiben Kaderbildung. Sie wollen ihre eigenen Leute mit guter Ausbildung und Prägung in einflussreiche Positionen in dieser Gesellschaft bringen. Diese Sorte Islam zeigt sich nach außen weltoffen. Sie ist aber – das sehen wir an den Schriften – schariakonform […] Es handelt sich bei der Gülen-Bewegung um ein in sich geschlossenes System, das dem einer Sekte sehr nahe kommt“.“

Am 25. Juli 2014 veröffentlichte das Landesamt für Verfassungsschutz Baden-Württemberg einen Bericht zur Prüfung hinsichtlich verfassungsfeindlicher Bestrebungen der Gülen-Bewegung. Der Bericht zieht nach eigenen Angaben aus Rechtsgründen nur bereits veröffentlichte Informationen von Wissenschaftlern und Journalisten heran. Anhaltspunkte für verfassungsfeindliche Bestrebungen wurden nicht von Seiten des Verfassungsschutzes selbsttätig gesucht, da keine tatsächlichen Anhaltspunkte für eine solche Suche vorgelegen hätten. Im Fazit kommt das Landesamt zu dem Schluss, dass gegenwärtig keine Beobachtung gemäß der gesetzlichen Bedingungen möglich ist, da die Einrichtungen nicht zweifelsfrei der Bewegung zugeordnet werden können und diese sich nicht öffentlich zu den Aussagen Gülens äußern, die der freiheitlich-demokratischen Grundordnung zuwiderlaufen.
Inzwischen sind nach Indoktrinationsvorwürfen gegenüber der Tätigkeit der „Lichthäuser“ auch der Bewegung positiv gegenüberstehende Politiker wie Rita Süssmuth, Präsidentin des deutschen Hochschulkonsortiums der Türkisch-Deutschen Universität Istanbul, und Omid Nouripour, der außenpolitische Sprecher der Grünen, auf Distanz gegangen und haben ihre Mandate in den Beiräten der „Foren für Interkulturellen Dialog“ (FID e. V.), deren Ehrenvorsitzender Gülen ist, ruhen lassen, sind aber – soweit bekannt – nicht ausgetreten. Die Nachhilfeschulen sind in fast jeder deutschen Stadt vertreten. Nach außen vertreten diese Bildungsangebote für Kinder und Jugendliche.
Am 5. März 2015 veranstaltete die Gülen-nahe Gesellschaft für Bildung und Förderung GmbH in Frankfurt eine „Friedenspädagogik-Konferenz“. Der Gülen-Bezug wurde gegenüber den Teilnehmern verschleiert. Die Schirmherrschaft wurde trotz Kritik durch den SPD-Parteikollegen Turgut Yüksel von Frankfurts Oberbürgermeister Peter Feldmann übernommen.
In der Öffentlichkeit hatten sich Vertreter deutscher Behörden nach dem Putschversuch in der Türkei und vor dem Hintergrund der Verhaftungswelle gegen Gülen-Anhänger eher zurückhaltend bis wohlwollend zur Gülen-Bewegung geäußert. So hatte Bruno Kahl, Präsident des Bundesnachrichtendienstes, noch im März 2017 gegenüber dem Nachrichtenmagazin Der Spiegel geäußert, er halte die Gülen-Bewegung für eine „zivile Vereinigung zur religiösen und säkularen Weiterbildung“ und er sehe „keine Anzeichen“, dass die Gülen-Bewegung hinter dem Putschversuch in der Türkei 2016 stecke.“ Eine Vielzahl von Gülen-Anhängern war nach Deutschland geflohen. Auch hochrangige und von der Türkei gesuchte Personen wie die früheren Staatsanwälte Zekeriya Öz und Celal Kara sowie der als „Luftwaffen-Imam“ der Gülen-Bewegung und zentrale Figur beim Putschversuch geltende Adil Öksüz wurden in Deutschland vermutet und die Bundesregierung lehnte eine Auslieferung in die Türkei ab.
2018, knapp zwei Jahre nach dem Putschversuch in der Türkei bewerteten deutsche Behörden die Gülen-Bewegung in der Türkei zunehmend kritischer, dies ergaben die gemeinsamen Recherchen des ARD-Politikmagazins Report Mainz und des Nachrichtenmagazins Der Spiegel aus einem internen Bericht der deutschen Botschaft in Ankara vom Februar 2018. Das Auswärtige Amt kam in einem internen Bericht von Februar 2018 zu einer sehr kritischen Einschätzung der Gülen-Bewegung und war alarmiert über Unterwanderungsstrategie und „Erscheinungsformen Organisierter Kriminalität“. Ein ehemaliger hochrangiger Funktionär in Deutschland erklärte, es gebe „geheime Parallelstrukturen“ innerhalb der Gülen-Bewegung. Und eine ausgeklügelte PR-Strategie zeigte, wie die Gülen-Bewegung schon seit Jahren gezielt gegen kritische Journalisten in Deutschland vorging.“
Im mit 10 Millionen Euro geförderten Projekt House of One vertritt die Gülen-Bewegung im Rahmen des Projektes die muslimische Seite. Die US-amerikanische Schauspielerin und Vorsitzende des Stiftungsrates Peter-Dussmann-Stiftung, Catherine von Fürstenberg-Dussmann beendet ihr Engagement öffentlich im März 2019. „Dussmanns Schritt muss als Alarmsignal verstanden werden. Als Grund nennt sie wachsende Spannungen um die polarisierende Präsenz des muslimischen Trägervereins in dem Projekt. Das teilte sie per Presseerklärung mit. Dieser Verein gehört der Gülen-Bewegung an, die von anderen muslimischen Verbänden und Moscheevereinen als Partner abgelehnt wird. Gülen steht im Verdacht, in den Putschversuch 2016 in der Türkei verwickelt gewesen zu sein. Dass auf muslimischer Seite nur Vertreter der randständigen Gülen-Bewegung am Projekt mitwirken, hatte schon zuvor Zweifel an dem Projekt wachsen lassen.“ Zudem begründet Dussmann ihre Entscheidung mit folgender Stellungnahme: „Ich kann kein Projekt unterstützen, das anstelle Verständigung und Dialog zwischen und innerhalb der Religionen zu fördern neue Konflikte erzeugt“. Christian Rumpf, Anwalt und Experte für türkisches Recht, stellt fest: „Gülens Anhänger erlangten die Strukturen einer riesigen Gemeinde mit starkem Zusammenhalt und loyalen Seilschaften in allen gesellschaftlichen Bereichen – ein fast geheimer Bund mit größerer Macht als die sagenhaften Illuminati. Nach dem Putschversuch 2016 versucht die Gülen-Bewegung immer mehr an öffentliche Mittel einzuholen. Das geschieht u. a. durch Mitgliedschaften in bundesweiten Verbänden, wie dem Deutschen Paritätischen Wohlfahrtsverband. Die Aufnahme weiterer Mitglieder aus der Gülen-Bewegung wurde im Jahre 2021 auf Eis gelegt und mit folgender Begründung erklärt:
“Um besser an staatliche Förderungen zu kommen, suchen sie Kooperationspartner wie den nordrhein-westfälischen Landesverband des Deutschen Paritätischen Wohlfahrtsverbands (Der Paritätische). Doch der Dachverband der freien Wohlfahrtspflege hat gerade einen Aufnahmestopp verhängt. "Solange es in unserem Vorstand Zweifel an der demokratischen Entwicklung innerhalb der Gülen-Bewegung und an der vorgegebenen Transparenz gibt, wollen wir keine neuen Vereine aus dem Gülen-Spektrum aufnehmen", erklärt Landesgeschäftsführer Christian Woltering. Mit Blick auf eine mögliche Loslösung vom weltweiten Gülen-Netzwerk will der Verband in zwei Jahren neu darüber entscheiden.“ Diese Entscheidung ist kurz nach der Wahl des neuen Landesvorstandes der 35. Mitgliederversammlung Der Paritätischen in NRW am 17. Dezember 2017 erfolgt. Hier wurden erstmals zwei türkischstämmige Personen in den Landesvorstand gewählt.

## Bewertung der Indoktrination von Kindern und Jugendlichen in Deutschland
Die Gülen-Bewegung betreibt in Deutschland seit 1990 eigene Nachhilfeschulen, Bildungs- und Kultureinrichtungen. Dazu gehören auch Dialogforen für einen interreligiösen Austausch und seit dem Putschversuch 2016 auch Sprachschulen für Geflüchtete. Friedman Eißler, Experte für Weltanschauungsfragen und Islambeauftragter der württembergischen Landeskirche warnt seit Jahren vor Indoktrinationen innerhalb der Bewegung, die u. a. in den sog. Lichthäusern oder den Bildungseinrichtungen stattfinden. Er sensibilisiert die deutsche Gesellschaft dafür, dass ein solch sektenähnliches Verhalten der Demokratie und Integration in Deutschland schaden. Erstmalig haben Jugendliche in der Süddeutschen Zeitung über Erfahrungen durch gezielte Indoktrination berichtet, die selbst als Kinder, in einer Nachhilfeeinrichtung der Gülen-Bewegung gemacht haben. "Erstmals gehen jetzt auch Jugendliche an die Öffentlichkeit. Gegenüber der Süddeutschen Zeitung berichteten sie vom Druck hinter den Kulissen, von autoritärem Fanatismus und wie die Väter ihre Familien der Bewegung geopfert haben." Viele Recherchen und Berichterstattungen werden von der Bewegung systematisch mit allen Mitteln versucht, aus der deutschen Öffentlichkeit fernzuhalten. Darüber berichten verschiedene deutsche Journalisten. "Warum sich die Dokumentarfilmerin Cornelia Uebel und der Redakteur Volker Siefert vom Hessischen Rundfunk ausgerechnet auf dieses Thema gestürzt hätten?
Die beiden Journalisten sitzen in einer Gesprächsrunde mit dem Titel “Gülen und die Medien”. Cornelia Uebel antwortet: Die Gülen-Bewegung, die nach außen einen moderaten Eindruck mache, sei intransparent. “Bei einem katholischen Kindergarten steht im Namen oder in einer Unterzeile, dass er katholisch ist, und ich weiß, welche Werte dort vermittelt werden. Die Gülen-Schulen versuchen zu verschleiern, dass sie mit der Bewegung zu tun haben.” Das habe sie neugierig gemacht, denn immerhin seien es Kinder und Jugendliche der Bundesrepublik, die diese Schulen besuchten. Eigentlich wollte sie also nur wissen, was dort überhaupt geschehe. Mittlerweile beschäftigt sich die Journalistin seit zwei Jahren mit dem Thema."

## Ansprechpartner in Deutschland
Das Sprachrohr der Bewegung hat auf der eigenen Webseite die Strukturen in Deutschland veröffentlicht. Demnach treffen sich verschiedene Plattformen/Institutionen und Regionalverbände/Initiativen in der Arbeitsgruppe: „Koordination Hizmet Deutschland“ zusammen.

## Dokumentation
- 2019: Die freundlichen Islamisten? Auf den Spuren der Gülen-Bewegung, Buch/Regie: Osman Okkan, Halil Gülbeyaz; ZDFinfo / Arte; 43:17 min.[73]